# Solanum oedipus
Solanum oedipus är en potatisväxtart som beskrevs av Symon. Solanum oedipus ingår i släktet skattor som ingår i familjen potatisväxter. Inga underarter finns listade i Catalogue of Life.